# Happy (Ashanti)
Happy è un brano musicale R&B della cantante statunitense Ashanti, scritto dalla stessa interprete con A. Parker e prodotto da Irv Gotti per l'album di debutto dell'artista, Ashanti. Il brano è stato pubblicato nel 2002 come secondo singolo ufficiale tratto dall'album, dopo lo straordinario successo di Foolish, ed è entrato nella top10 della Billboard Hot 100, oltre ad aver avuto successo in vari paesi.

## Video
Anche questo videoclip, come il precedente, è stato girato dal produttore Irv Gotti, presente alla fine nel video in un cameo. Il video, ambientato in una domenica pomeriggio, si apre con una telefonata tra la cantante e Ja Rule, i quali si mettono d'accordo su un appuntamento della giornata nella città natale della cantante. Quando inizia l'audio del pezzo, la cantante viene mostrata nella sua camera da letto mentre si prepara davanti allo specchio per poi uscire e raggiungere le sue amiche, interpretate da quattro ballerine che la seguono ovunque eseguendo una coreografia. Alla guida di una Mercedes Benz rossa, l'artista e le altre ragazze si spostano dal quartiere residenziale verso il downtown della città. In seguito la scena si sposta nel centro della città, dove Ashanti va dal parrucchiere e acquista nuovi abiti per l'evento che l'aspetta. Una volta pronta, Ashanti si presenta con capelli ondulati, top blu leopardato e minigonna bianca a una manifestazione in un parco piena di ragazzini, che dovrebbe essere una sorta di celebrazione per il successo da poco ottenuto. Sono visibili infatti cartelloni e manifesti che recitano "Murder Inc. and Glen Cove would like to congratulate Ashanti" (la Murder Inc. e Glen Cove vorrebbero congratularsi con Ashanti), o "Ashanti, princess of R&B + Hip-Hop" (Ashanti, principessa del R&b e dell'Hip-Hop). In una sequenza successiva la cantante, con un abito color pesca lungo e soffice, composto da un top e pantaloni, esegue una coreografia con le ballerine su di una costruzione in pietra circondata da colonne e immersa nel verde di un bosco. Il video è stato girato a Glen Cove, città natale della cantante, e contiene camei di vari membri della Murder Inc. e della sorella di Ashanti.

## Ricezione
Il singolo ha debuttato nella Hot 100 il 1º giugno 2002 al numero 77, e pur non riuscendo a ripetere il successo dei singoli precedenti dell'artista, è riuscito ad entrare in Top 10, arrivando al numero 8, e a piazzarsi nella classifica di fine anno alla posizione numero 41. Nella classifica R&B è arrivato al numero 6, piazzandosi invece alla posizione 40 nella classifica delle 100 canzoni R&B/Hip-Hop di maggior successo del 2002. Nel Regno Unito e in Nuova Zelanda il singolo è entrato in Top 20, arrivando rispettivamente alle posizioni numero 13 e 19.
Se nella maggior parte dei paesi dove è entrato in classifica il singolo non ha raggiunto i risultati eccelsi ottenuti dal precedente singolo Foolish, nei Paesi Bassi la situazione è stata inversa: non solo è arrivato al numero 10, mentre Foolish al numero 12, ma rimane fino ad oggi l'unico singolo di Ashanti da solista ad essere entrato nella Top 10 olandese.

## Classifiche
| Classifica (2002)                    | Posizione massima |
| ------------------------------------ | ----------------- |
| Australia                            | 29                |
| Belgio (Fiandre)                     | 49                |
| Belgio (Vallonia)                    | 35                |
| Francia                              | 40                |
| Paesi Bassi                          | 10                |
| Regno Unito                          | 13                |
| Svizzera                             | 24                |
| U.S. Billboard Hot 100               | 8                 |
| U.S. Billboard Hot R&B/Hip-Hop Songs | 6                 |

## Tracce
Australian CD single (September 30, 2002)
1. "Happy" (Album Version) - 4:22
2. "Call" (Album Version) - 5:05

Dutch maxi single (September 2, 2002)
1. "Happy" (Album Version) - 4:22
2. "Call" (Album Version) - 5:05
3. "Happy" (Remix Explicit) - 3:59

UK maxi single (November 11, 2002)
1. "Happy" (Radio Edit featuring Ja Rule) - 4:05
2. "I'm So Happy" (Remix featuring Charli Baltimore) - 3:59
3. "Happy" (Remix Explicit) - 3:59
4. "Happy" (DnD Vocal Mix)
5. "Happy" (Video)